# 伊那西高等学校
伊那西高等学校（いなにしこうとうがっこう）は、長野県伊那市西春近にある私立女子高等学校。新体操部は、インターハイの出場実績がある。

## 沿革
- 1966年（昭和41年） - 伊那女子高等学校が創立。
- 1984年（昭和59年）9月 - 経営を学校法人高松学園へ移管。
- 1985年（昭和60年）4月1日 - 伊那西高等学校に改称。

## 卒業生
- 小平奈緒 - スピードスケート選手、平昌オリンピックのスピードスケート女子500m金メダリスト・同1000m銀メダリスト、バンクーバー五輪女子団体追い抜き銀メダリスト

## 姉妹校
- 飯田女子高等学校
- 飯田短期大学（旧：飯田女子短期大学）

## 最寄駅
- 飯田線沢渡駅